# Ernst Wilhelm Fiedler
Ernst Wilhelm Fiedler, auch E. W. Fiedler, Ernst W. Fiedler und E. Wilhelm Fiedler (* 10. Juni 1905 in Berlin; † 7. April 1960 ebenda) war ein deutscher Kameramann und Filmregisseur.

## Leben und Wirken
Der Sohn eines Mechanikers arbeitete anfangs als Filmvorführungsassistent und bald selbst als Filmvorführer. 1925 wurde er Kameraassistent von Fritz Arno Wagner. Nach mehreren Jahren in dieser Funktion war er in dem 1933 entstandenen Film Zigeunerblut erstmals Kokameramann an der Seite von Bruno Mondi. Seit 1935 fungierte Ernst Wilhelm Fiedler als erster Kameramann.
Bis 1938 drehte er vorwiegend Kurzfilme, wiederholt mit Karl Valentin und Liesl Karlstadt. Bereits hier und anschließend auch in abendfüllenden Filmen wirkte er häufig mit Regisseur Erich Engels zusammen. Nach dem Ende des Zweiten Weltkrieges trat er 1947 in die Dienste der DEFA und gehörte mehrmals zum Stab von Regisseur Wolfgang Schleif.
In den 1950er Jahren führte er dreimal selbst Regie. 1951 übernahm er diese Aufgabe erstmals von Regisseur Hans Heinrich, der wegen Spionageverdacht verhaftet worden war. Seine beiden weiteren Inszenierungen waren die Fledermaus-Verfilmung Rauschende Melodien (1955) und der Rennfahrerfilm Rivalen am Steuer (1957). 1951 erhielt er den Nationalpreis der DDR III. Klasse.

## Filmografie (als Kameramann)
- 1934: Zigeunerblut / Ungarmädel
- 1934: Hohe Schule
- 1935: Kirschen in Nachbars Garten
- 1936: Beim Rechtsanwalt
- 1936: Der Bittsteller
- 1936: Die karierte Weste
- 1936: Beim Nervenarzt
- 1937: Im Landhaus bei Chikago
- 1937: Fahndungsakte D.V.C. 452 – Ein Tatsachenbericht
- 1937: Die gläserne Kugel
- 1950: Saure Wochen – frohe Feste
- 1938: Heiratsschwindler
- 1939: Ein ganzer Kerl
- 1939: Die fremde Frau
- 1939: Spaßvögel
- 1940: Der dunkle Punkt
- 1940/53: Gesprengte Gitter
- 1941: Gleichklang der Bewegung
- 1941: Ins Grab kann man nichts mitnehmen, 2. Fassung
- 1941: Ein Windstoß
- 1942: Dr. Crippen an Bord
- 1943: Die goldene Spinne
- 1943: Jugend musiziert
- 1943: Reisebekanntschaft
- 1944/48: Ulli und Marei
- 1944/49: Freitag, der 13.
- 1948: Grube Morgenrot
- 1949: Die blauen Schwerter
- 1949: … und wenn’s nur einer wär’ …
- 1950: Saure Wochen – frohe Feste
- 1951: Die letzte Heuer (Regie)
- 1953: Die Störenfriede
- 1955: Rauschende Melodien (auch Regie und Drehbuch)
- 1957: Rivalen am Steuer (Regie)
- 1958: Der Prozeß wird vertagt
- 1959: Musterknaben
- 1960: Hatifa